# Wanted Sabata
Pour plus de détails, voir Fiche technique et Distribution.
Wanted Sabata est un western spaghetti italien sorti en 1970, réalisé par Roberto Mauri. C'est la première fois qu'il emploie Brad Harris, lequel interprète aussi pour la première fois le personnage de Sabata (it), remplaçant l'habituel Lee Van Cleef.

## Synopsis
Sabata est condamné à la pendaison pour meurtre. Innocent, il est en fait victime d'un complot contre lui ; il réussira à s'en sortir mais provoquera la colère des notables, qui vont à nouveau essayer de le tuer.

## Fiche technique
- Titre original : Wanted Sabata
- Genre : western spaghetti
- Réalisation : Roberto Mauri
- Scénario : Roberto Mauri, Ambrogio Molteni
- Production : Walter Brandi, Brad Harris et Ralph Zucker pour Three Stars Films
- Photographie : Giovanni Bergamini
- Montage : Adriano Tagliavia
- Musique : Elsio Mancuso
- Décors : Gabriele Crisanti
- Costumes : Stefano Bulgarelli
- Maquillage : Lilliana Dulac
- Année de sortie : 1970
- Durée : 88 minutes[1]
- Format d'image : 2.35:1
- Langue : italien
- Pays :  Italie
- Distribution en Italie : Compass Film
- Date de sortie en salle en France : 12 juillet 1972[2]

## Distribution
- Brad Harris : Sabata
- Vassili Karis : Jim Sparrow
- Elena Pedemonte : Evelyn
- Gino Lavagetto : shérif
- Paolo Magalotti : Mike Huston
- Roberto Messina : Conrad Hilton
- Irio Fantini : Sam
- Omero Capanna : Attaccabrighe
- Sergio Testori : Willy
- Giovanni Cianfriglia : mexicain